# Watari, Miyagi
Watari (亘理町 Watari-chō) là thị trấn thuộc huyện Watari, tỉnh Miyagi, Nhật Bản. Tính đến ngày 1 tháng 10 năm 2020, dân số ước tính thị trấn là 33.087 người và mật độ dân số là 450 người/km2. Tổng diện tích thị trấn là 73,60 km2.

## Địa lý

### Đô thị lân cận
- Miyagi
  - Iwanuma
  - Kakuda
  - Yamamoto
  - Shibata

### Khí hậu
| Dữ liệu khí hậu của Watari, Miyagi       | Dữ liệu khí hậu của Watari, Miyagi | Dữ liệu khí hậu của Watari, Miyagi | Dữ liệu khí hậu của Watari, Miyagi | Dữ liệu khí hậu của Watari, Miyagi | Dữ liệu khí hậu của Watari, Miyagi | Dữ liệu khí hậu của Watari, Miyagi | Dữ liệu khí hậu của Watari, Miyagi | Dữ liệu khí hậu của Watari, Miyagi | Dữ liệu khí hậu của Watari, Miyagi | Dữ liệu khí hậu của Watari, Miyagi | Dữ liệu khí hậu của Watari, Miyagi | Dữ liệu khí hậu của Watari, Miyagi | Dữ liệu khí hậu của Watari, Miyagi |
| Tháng                                    | 1                                  | 2                                  | 3                                  | 4                                  | 5                                  | 6                                  | 7                                  | 8                                  | 9                                  | 10                                 | 11                                 | 12                                 | Năm                                |
| ---------------------------------------- | ---------------------------------- | ---------------------------------- | ---------------------------------- | ---------------------------------- | ---------------------------------- | ---------------------------------- | ---------------------------------- | ---------------------------------- | ---------------------------------- | ---------------------------------- | ---------------------------------- | ---------------------------------- | ---------------------------------- |
| Cao kỉ lục °C (°F)                       | 17.4 (63.3)                        | 20.2 (68.4)                        | 25.2 (77.4)                        | 30.2 (86.4)                        | 30.8 (87.4)                        | 32.8 (91.0)                        | 36.1 (97.0)                        | 36.0 (96.8)                        | 34.4 (93.9)                        | 29.5 (85.1)                        | 26.1 (79.0)                        | 20.8 (69.4)                        | 36.1 (97.0)                        |
| Trung bình ngày tối đa °C (°F)           | 6.1 (43.0)                         | 6.7 (44.1)                         | 10.1 (50.2)                        | 15.3 (59.5)                        | 19.7 (67.5)                        | 22.4 (72.3)                        | 25.8 (78.4)                        | 27.5 (81.5)                        | 24.6 (76.3)                        | 19.7 (67.5)                        | 14.3 (57.7)                        | 8.8 (47.8)                         | 16.8 (62.2)                        |
| Trung bình ngày °C (°F)                  | 1.8 (35.2)                         | 2.2 (36.0)                         | 5.2 (41.4)                         | 10.3 (50.5)                        | 15.2 (59.4)                        | 18.7 (65.7)                        | 22.4 (72.3)                        | 23.9 (75.0)                        | 20.6 (69.1)                        | 15.2 (59.4)                        | 9.4 (48.9)                         | 4.3 (39.7)                         | 12.4 (54.4)                        |
| Tối thiểu trung bình ngày °C (°F)        | −2.5 (27.5)                        | −2.3 (27.9)                        | 0.3 (32.5)                         | 5.2 (41.4)                         | 11.0 (51.8)                        | 15.6 (60.1)                        | 19.7 (67.5)                        | 21.0 (69.8)                        | 17.2 (63.0)                        | 11.1 (52.0)                        | 4.6 (40.3)                         | −0.1 (31.8)                        | 8.4 (47.1)                         |
| Thấp kỉ lục °C (°F)                      | −13.0 (8.6)                        | −11.6 (11.1)                       | −6.4 (20.5)                        | −4.9 (23.2)                        | 2.9 (37.2)                         | 7.9 (46.2)                         | 12.3 (54.1)                        | 12.7 (54.9)                        | 7.7 (45.9)                         | 0.9 (33.6)                         | −3.8 (25.2)                        | −7.3 (18.9)                        | −13.0 (8.6)                        |
| Lượng Giáng thủy trung bình mm (inches)  | 45.3 (1.78)                        | 33.3 (1.31)                        | 71.7 (2.82)                        | 86.6 (3.41)                        | 104.7 (4.12)                       | 133.1 (5.24)                       | 180.7 (7.11)                       | 154.9 (6.10)                       | 202.6 (7.98)                       | 164.0 (6.46)                       | 58.0 (2.28)                        | 37.3 (1.47)                        | 1.272,2 (50.09)                    |
| Số ngày giáng thủy trung bình (≥ 1.0 mm) | 5.3                                | 5.1                                | 7.7                                | 8.1                                | 9.4                                | 11.7                               | 13.8                               | 11.5                               | 12.1                               | 8.8                                | 5.8                                | 5.5                                | 104.8                              |
| Số giờ nắng trung bình tháng             | 153.2                              | 158.2                              | 183.4                              | 190.6                              | 190.1                              | 146.0                              | 132.9                              | 155.9                              | 131.2                              | 144.9                              | 145.5                              | 146.4                              | 1.881,1                            |
| Nguồn: Cục Khí tượng Nhật Bản            |                                    |                                    |                                    |                                    |                                    |                                    |                                    |                                    |                                    |                                    |                                    |                                    |                                    |